# Phee Jinq En
Phee Jinq En (ur. 29 listopada 1997 w Subang Jaya) – malezyjska pływaczka specjalizująca się w stylu klasycznym, multimedalistka igrzysk Azji Południowo-Wschodniej. Olimpijka z Rio de Janeiro i Tokio.

## Przebieg kariery
Debiut pływaczki miał miejsce na mistrzostwach Malezji rozegranych w 2015 roku. Zawodniczka zdobyła na nich dwa złote medale – w konkurencjach 50 i 100 m stylem klasycznym. W tym samym roku, na rozegranych w Singapurze igrzyskach Azji Południowo-Wschodniej, wywalczyła złoty medal w konkurencji pływackiej na dystansie 100 metrów stylem klasycznym, jak również brąz w konkurencji na dystansie 50 metrów tą samą techniką. Wystartowała w mistrzostwach świata, które odbyły się w Kazaniu, jednak nie zdobyła tam żadnego medalu – była 41. na dystansie 50 metrów i 46. na 100 metrów.
W 2016 została reprezentantką Malezji na letnich igrzyskach olimpijskich, które rozegrano w Rio de Janeiro. W ramach olimpijskich zmagań wystartowała w konkursie na dystansie 100 metrów stylem klasycznym. Uzyskała w tej konkurencji wynik 1:10,22 – dało to ostatecznie 33. pozycję w klasyfikacji końcowej. Rok później powtórnie wzięła udział w igrzyskach Azji Południowo-Wschodniej, na nich wywalczyła złoty medal w konkurencji 100 m stylem klasycznym oraz srebrny medal w konkurencji 50 m stylem klasycznym.
W 2018 roku debiutowała na igrzyskach azjatyckich. Podczas tych igrzysk, które rozegrano w Dżakarcie, zajęła 5. pozycję w konkursie na dystansie 50 metrów i 8. pozycję w konkursie pływackim na dystansie 100 metrów stylem klasycznym. W 2019 wywalczyła trzy medale na igrzyskach Azji Południowo-Wschodniej – złote medale w konkurencjach 50 i 100 metrów stylem klasycznym, a także brązowy medal na dystansie 200 metrów tym samym stylem.
W 2021 roku, po raz drugi w karierze, wystartowała w letnich igrzyskach olimpijskich. W konkurencji 100 m stylem klasycznym zajęła 29. pozycję, uzyskując wynik 1:08,40 i ustanawiając nowy rekord Malezji. Wystąpiła również na 200 m stylem klasycznym i z wynikiem 2:32,57 zajęła ostatnią, 31. pozycję.

## Rekordy życiowe
stan na 9 sierpnia 2021
| Konkurencja             | Data           | Miejsce        | Rezultat   |
| Basen 50 m              | Basen 50 m     | Basen 50 m     | Basen 50 m |
| ----------------------- | -------------- | -------------- | ---------- |
| 50 m stylem klasycznym  | 6 grudnia 2019 | New Clark City | 0:31,40    |
| 100 m stylem klasycznym | 25 lipca 2021  | Tokio          | 1:08,40    |
| 200 m stylem klasycznym | 5 grudnia 2019 | New Clark City | 2:32,38    |

Źródło: 